# Sergio Aguilar
Sergio Dregorio Aguilar (Madrid, 24 de julio de 1980) es un torero y banderillero español que formó parte de la Escuela taurina de Madrid y que está inscrito dentro del Registro de Profesionales Taurinos, dependiente del Ministerio de Cultura, con el número 2956.
Aguilar tomó la alternativa en la Plaza de toros de Madrid el 4 de junio de 2003 con toros de la ganadería de Partido de Resina, antiguo hierro de Pablo Romero, de manos del diestro madrileño José Miguel Arroyo Joselito, que actuó padrino, y de Víctor Puerto como testigo. En 2017, se retira como matador de toros y pasa a actuar como banderillero.

## Biografía
Sergio Dregorio Aguilar nació en Madrid y formó parte de la Escuela taurina de Madrid. En 2005 lo apoderó Antonio Corbacho hasta el 2008 que comenzó Mateo Carreño.

## Carrera profesional

### Novillero
Tras haber pasado por la Escuela de Tauromaquia de Madrid, Sergio Aguilar debuta con picadores y lo hace el 27 de enero de 1999 en la Plaza de toros de San Cristóbal (Venezuela), en una novillada de Rancho Grande y junto a Ignacio Garibay y Morocho. Una temporada en la que se viste de luces en una veintena de ocasiones, anunciándose en ciudades como Barcelona o Sevilla, donde debuta el 30 de mayo, en una novillada de Hermanos Sampedro junto a Javier Andana y Gabriel Ruiz Canito.

Su debut como novillero en Las Ventas (Madrid) llega el 9 de abril de 2000, anunciándose con Sebastián Castella y Alberto Álvarez en un encierro de la ganadería de Peñajara. Una tarde donde sobresalió la capacidad del torero madrileño y donde cortó una oreja al primero de su lote, de nombre Sastrero, colorado de 521 kilos. El periodista Joaquín Vidal apuntaba, al respecto de la comparecencia de Aguilar en Madrid los siguientes hechos:
Toda la historia de la función empezó y terminó con Sergio Aguilar, su concepto del toreo bueno, que abarcaba a las suertes de capa; sobre todo las gaoneras, o lances de frente por detrás, interpretados a la antigua usanza. Empezó y terminó con Sergio Aguilar la historia pues sus dos compañeros alternantes se perdían en la vulgaridad y en el acusado espíritu de conservación.

### Matador de toros

#### Alternativa
El doctorado de Sergio Aguilar llega el 4 de junio de 2003, momento en el que toma la alternativa en la Plaza de toros de Madrid. En esta ocasión, el diestro madrileño se anuncia con toros de la ganadería sevillana de Partido de Resina y lo hace junto con los madrileños José Miguel Arroyo Joselito y Víctor Puerto, que actuaron como padrino y testigo respectivamente; siendo Venezolano, número 37, cárdeno y de 551 kilos, la primera res que lidia y estoquea como matador de toros.

#### Retirada
Su última comparecencia como matador de toros fue en la misma plaza donde había tomado su alternativa: Madrid. En esta ocasión, el torero madrileño se anunció con toros de la ganadería de Carriquiri y le acompañaron en la terna Curro Díaz y Leonardo San Sebastián. En esta ocasión el torero no encontró suerte en su actuación, obteniendo como único resultado positivo la ovación del público de Las Ventras tras lidiar al segundo de su lote: 
Aguilar sorteó una muy difícil papeleta. Su primero fue un toro muy informal, que embistió con brusquedad y a oleadas. En el inicio de faena y citando desde la media distancia, el viento lo descubrió, lo que hizo que el toro le prendiera, sin mayores consecuencias. El resto de su labor fue un continuo quiero y no puedo ante un astado muy desagradable.

El quinto fue también otro toro que, pese a desplazarse algo más, no acabó de definirse. Aguilar lo intentó y llegó a firmar algún natural de buena factura. Fueron pasajes aislados, sin continuidad, como el propio "carriquiri", que se movió sin clase.

### Banderillero
En el año 2017, Sergio Aguilar abandona su carrera como matador de toros y decide pasar a formar parte de la lista de toreros de plata. Esta decisión, según una entrevista concedida a la revista Aplausos, vino determinada por considerar cómo su "carrera estaba muy estancada y como lo que más me llena es esta profesión, quiero seguir en ella”.
A partir de este momento pasó a formar parte de las cuadrillas de toreros como Álvaro Lorenzo, José Tomás, El Juli, Francisco de Manuel o Miguel Maestro.

## Percances
El 9 de octubre de 2004 sufrió una grave cornada en la Plaza de toros de Valencia.
El 23 de agosto de 2010 sufrió una grave cornada en el cuello en la Plaza de toros de Bilbao de un toro de Alcurrucén.

## Premios
- 2010: Premio a la vergüenza torera, entregado por el Club Cocherito de Bilbao, por la actuación realizada por Sergio Aguilar en la Feria de la Aste Nagusia de 2010.[17]